# 이와쿠라

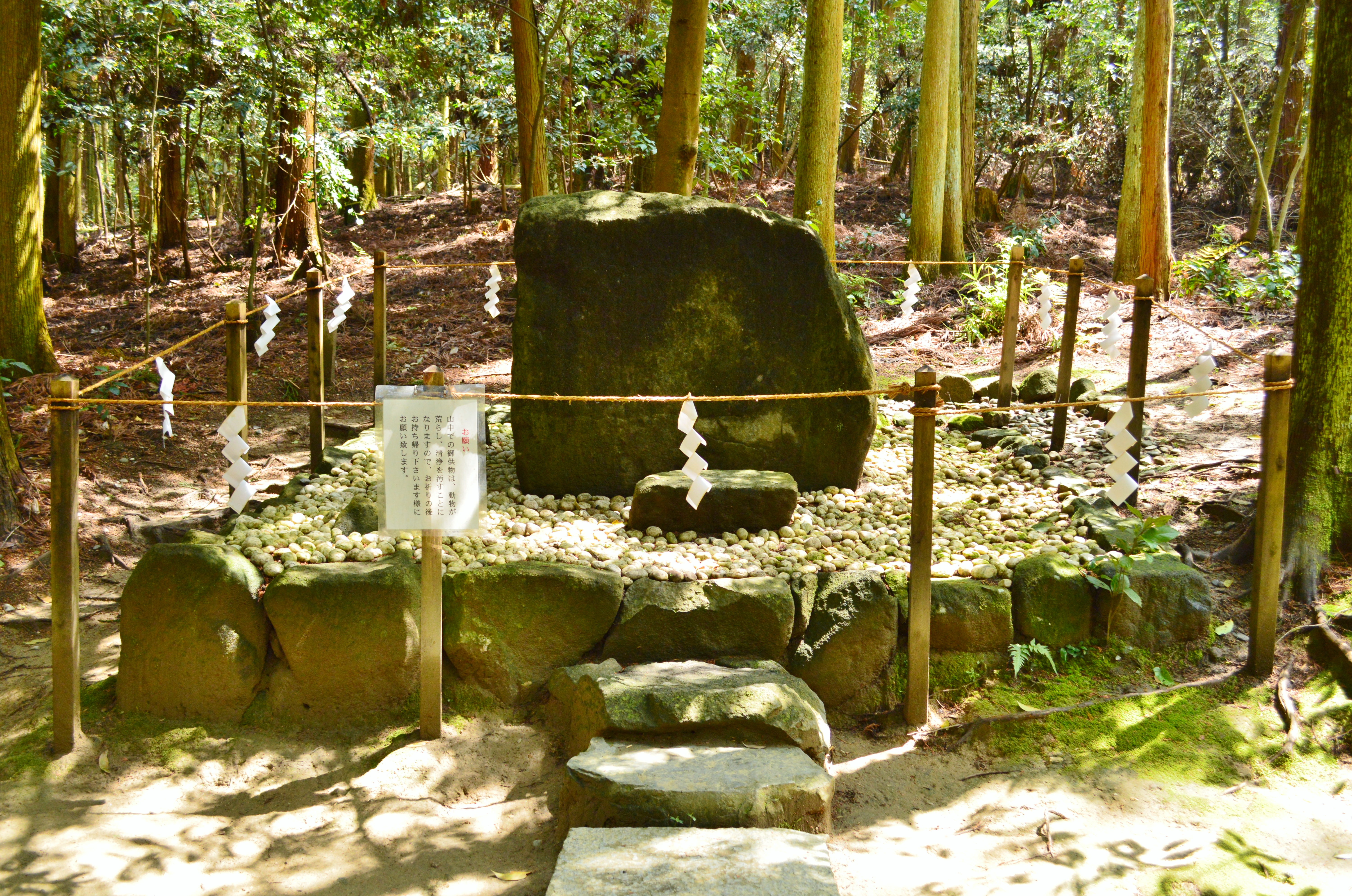
나라현 사쿠라이시의 야마노카미 유적.

이와쿠라(일본어: 磐座)는 고신토에서의 바위신앙이다. 또는 신앙의 대상이 되는 그 바위도 이와쿠라라고 한다.
이와쿠라는 일본 고래의 자연숭배(애니미즘)이자 기층신앙의 일종이다. 태고의 신토에서는 신을 신체에 강림시켜서 그 요리시로를 신위로서 제사의 중심으로 삼았다. 시대의 흐름에 따라 신이 상주한다고 여겨지는 신전이 상설되어 신앙의 대상이 신체로부터 멀어져 신사 건물로 옮겨갔지만, 그 신사가 옛 신앙의 장소에 건립된 경우가 대부분이라 신사 경내에 금줄로 장식된 신목, 영석이 그대로 존재하는 경우가 많다. 바위 이외에도 나무, 숲, 섬(이 경우 섬은 출입이 금지된 금족지禁足地가 된다), 산, 불, 폭포, 심지어 비바람이나 천둥번개 같은 기상현상까지 자연신앙의 신체의 예가 된다.